# William Brewster (Ornithologe)

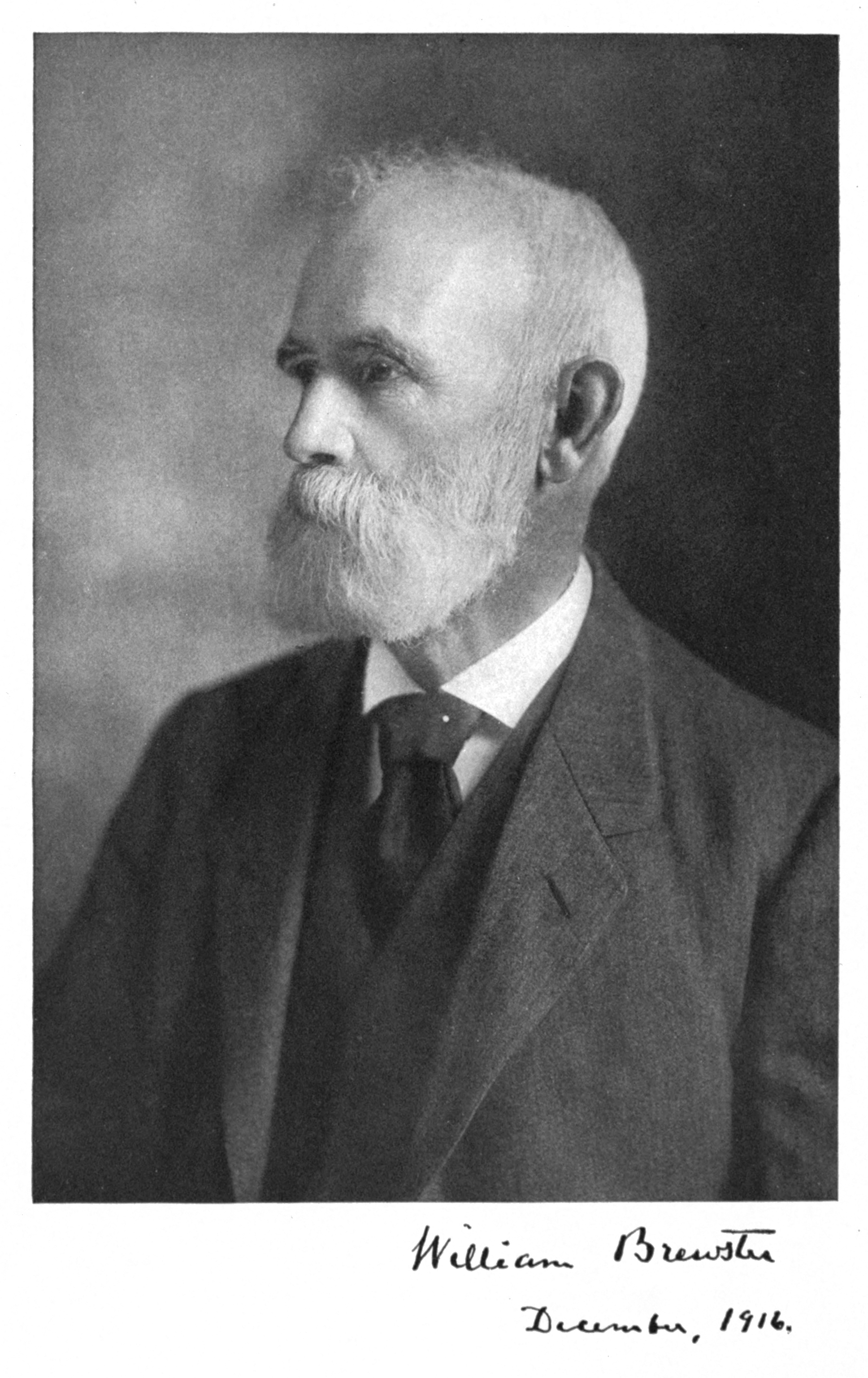
William Brewster

William Brewster (* 5. Juli 1851 in Wakefield, Massachusetts; † 11. Juli 1919 in Cambridge, Massachusetts) war ein US-amerikanischer Ornithologe, der zusammen mit Joel Asaph Allen und Elliott Coues die American Ornithologists’ Union gründete.

## Leben
William Brewster war der Sohn von John Brewster, einem angesehenen Bankier aus Boston, der in Wolfeboro, New Hampshire geboren wurde und dort ebenfalls aufwuchs. Seine Mutter Rebecca Parker (Noyes) wurde in East Bradford (heute Groveland) geboren. Zu seinen Vorfahren zählte wahrscheinlich die Brewster-Familie, eine englische Pilgerfamilie zu der auch William Brewster (1566–1643) gehörte und welche mit dem Segelschiff Mayflower nach Amerika einwanderte. William Brewster war das jüngste von vier Kindern. Sowohl seine Schwester, als auch seine zwei Brüder starben schon in seiner frühesten Kindheit.
Im Jahr 1845 kauft sein Vater das Herrenhaus Riedesel in Cambridge, dessen Name auf Friedrich Adolf Riedesel (1738–1800) und seine Frau zurückging, die das Anwesen nach der Kapitulation von John Burgoyne bei der Schlacht von Saratoga bezogen. Das Haus selbst hatte eine lange Tradition und der junge Brewster verbrachte darin seine gesamte Kindheit. Nach dem Tod seines Vaters riss Brewster im Jahr 1887 das alte Gebäude ab und errichtete stattdessen ein neues Haus.
Seine schulische Laufbahn führte ihn durch die öffentlichen Schulen von Cambridge. Nach dem Besuch der Washington Grammar School wechselte er auf die Cambridge High School, wo er die Vorbereitungen für die Harvard University durchlief, die er aber nie besuchte. Sein schlechter Gesundheitszustand und insbesondere seine eingeschränkte Sehfähigkeit hielten ihn vom Studium ab. So konnte er am Ende seiner Schulzeit kaum lesen und sein Wissen war beschränkt auf die Lektionen, die ihm seine Mutter vorlas.
1869 versuchte der Vater seinen Sohn in seiner Firma unterzubringen. Der Versuch scheiterte kläglich und Brewster gab nach weniger als einem Jahr seine Stellung auf. Am 9. Februar 1878 ehelichte er Caroline Freeman Kettell aus Boston, die ihren Ehemann schließlich überlebte.

## Werdegang
Unter den widrigen Voraussetzungen seiner schulischen Karriere war es nicht verwunderlich, dass Brewster den Gedanken an eine universitäre Ausbildung verwarf und seine weitere Karriere nicht gerade vielversprechend aussah. Umso verwunderlich erschien es, warum Brewster ausgerechnet ein Interesse für die Natur entwickelte. Als Zehnjähriger lernte er den späteren Bildhauer Daniel Chester French (1850–1931) kennen, mit dem ihn eine innige Freundschaft verband. Im gleichen Alter schenkte ihm sein Vater ein einläufiges Gewehr und lehrte ihn, dieses zu nutzen, ohne sich oder andere zu gefährden. Auch Frenchs Vater war Jagdsportler und hatte außerdem das Wissen, wie man Tiere präpariert und ausstopft. Diese äußerlichen Umstände erweckten in Brewster das Interesse für Vögel, und es war der Ursprung seiner ornithologischen Karriere. Am 1. Januar 1862 bekam er durch Frenchs Vater seine erste Lektion in Taxidermie. Neben Brewster und French waren auch die Nachbarskinder Ruthven Deane (1851–1934) und Richard Henry Dana, Jr. (1815–1882) lernwillige Teilnehmer dieser Lektionen. Alle sammelten Vogeleier und stopften ihre Vögel aus, die sie in ihren Exkursionen erlegt hatten. Während alle Freunde später eine andere Karriere verfolgten, hatte Brewster in der Ornithologie seine Bestimmung gefunden. Schon mit 14 Jahren hatte er einige erste eigene Vögel präpariert und vielen Nestern mit Eiern gesammelt. Sein Wissen über die örtlichen Vögel Massachusetts war bereits präzise und umfassend ausgeprägt. Nach und nach verfeinerte er das Handwerk der Vogelpräparation, denn in seinen Augen diente sie gleich zwei nützlichen Zwecken. Da wäre zum einen die etikettierte wissenschaftliche Art, die für Studien zurückgelegt wurde, und zum anderen ein Objekt der Schönheit, die ästhetische Sinne befriedigte.
Zu Brewsters Zeit gab es kaum ornithologische Literatur, doch hatte er das Glück, dass in Frenchs Bücherei ein Exemplar von Thomas Nuttalls (1786–1859) A manual of the ornithology of the United States and of Canada vorhanden war. Als seinem Vater das Interesse seines Sohnes klar wurde, schenkte er ihm die Royal Octavo Edition von John James Audubons (1785–1851) The birds of America.
Noch auf der Cambridge High School lernte er im Jahre 1865 Henry W. Henshaw (1850–1930) kennen, dem ähnlich wie Brewster ebenfalls aus gesundheitlichen Gründen der Universitätsbesuch verwehrt blieb. Beide verbanden sehr ähnliche Interessen, und es entstand eine lebenslange Freundschaft. Mit ihm verbrachte er auf den Feldern und in den Wäldern viel Zeit, immer auf der Suche nach neuen Vögeln und ihren Eiern. Praktisch mit dem Sonnenaufgang streiften beide vorzugsweise durch die Fresh Pond Sümpfe doch auch durch Belmont, Waverley, Lexington oder Concord. Gelegentlich wurden sie von Deane und Henry Augustus Purdie (1840–1911) begleitet. So wuchs Brewsters Sammlung rasch an, und er hatte fast alle lokalen Vogelarten in seinem Besitz. Es wurde eine der größten Sammlungen des Landes, die Brewster schließlich dem Museum of Comparative Zoology vermachte.
Der Vater hatte gute Verbindungen zur Brewster Free Academyin Wolfeboro, New Hampshire, eine Akademie, die er mitbegründet hatte und weiterführte. Die große Zuneigung des Vaters zu seinem Geburtsort und der Glaube an die Produktivität der Akademie in einem weit entfernten ländlichen Gebiet waren wichtige Gründe für diese Unterstützung. Hier brachte er auch seinen Sohn und andere Verwandte unter. William war über die Pläne seines Vaters informiert, ein beträchtlichen Teil seines Vermögens für die Akademie zu verwenden. Dabei gab es von ihm keine Widerstände, ohne dass ihm bewusst war, was für eine weise Entscheidung dies war. Mit der Zeit änderte er seine Einstellung zur Akademie und war überzeugt, dass das Vermögen kaum besser verwendet werden konnte. So diente er bis zu seinem Tode als Fiduziar der Akademie, eine Aufgabe, die ihm sein Vater übertragen hatte.
Nach dem Tod seines Vaters im Jahre 1886 übernahm er dessen Grundstück. Seine erste Handlung war die Errichtung eines Zauns, der den Katzen der Nachbarschaft den Zutritt zum Grundstück verwehrte, um seine geliebten Vögel vor diesen Feinden zu schützen. Gleichzeitig baute er ihnen Bade- und Trinkmöglichkeiten und pflanzte Beerensträucher. Außerdem erbaute er zwischen 1886 und 1887 ein Museum, das ihm zum Schutz seiner Bücher und seiner wachsenden Sammlung diente.
Wie Henry David Thoreau (1817–1862) war Brewster eng mit Concord verbunden. Seine Erfahrungen und Versuche, die er in Concord machte, waren eher zufälliger Natur. Zusammen mit Dan French und Jim Melvin war er in diesem Gebiet oft auf der Jagd. Im Sommer 1886 und 1887 lebte er dort mit seiner Frau in einem alten Pfarrhaus, welches bereits Nathaniel Hawthorne (1804–1864) zu seinem Werk Mosses from an Old Manse und Ralph Waldo Emerson (1803–1882) zu seinem Buch Nature inspirierte. Im Jahr 1890 kam ihn zu Ohren, dass Davis Hill zum Verkauf anstand, ein Anwesen mit vielen ehrwürdigen Kiefern. Nach und nach kaufte er weitere Anwesen dazu, bis er selbst ein Anwesen von mehr als 300 Acre zusammen hatte. Dieses Anwesen nannte er schließlich October Farm. Die Bäume bestanden fast ausschließlich aus Kiefern, Eichen und Buchen und es war eine der schlimmsten Erfahrungen Brewsters, als Goldafter und umherziehende Menschen fast den gesamten Bestand seiner Eichen zerstörten. Nach und nach wurde er Zeuge, wie Motorboote seine Kanutouren störten, der Fluss verschmutzt wurde und zum Verschwinden von Wasserpflanzen und Fischen führte. Es war die Initialzündung dafür seine Jagden am Fluss gänzlich einzustellen. Später lebte er auf seiner Farm, immer umsorgt von seinen farbigen Freund Robert Alexander Gilbert (1870–1942), der als begnadeter, doch unbekannter Fotograf agierte. In den Abendstunden schrieb er oft seine Beobachtungen auf oder diskutierte Thoreaus Bücher, wobei Walden: Or, Life in the Woods zu seinen Favoriten zählte. Ungeeignet für den Ackerbau und die Viehzucht stellte Brewster stets einen Bauer und seine Frau für die beschwerliche Arbeit ein. Die Erträge waren nie exorbitant, doch waren Brewsters Bemühungen, sie wirtschaftlich zu machen, eher bescheiden ausgeprägt. Wenn sich ein Vogel oder ein Hörnchen an seinen Bohnen, Mais oder Erdbeeren vergriff, so sagte er zu den sich beschwerenden Bauern nur lapidar: „OK, erinnern sie sich nächstes Jahr daran, mehr zu pflanzen, damit es für uns alle reicht.“ Sein landwirtschaftliches Interesse beschränkte sich auf die Pflege eines kleinen Apfelgartens. Selbst wenn er nie ein passionierter Botaniker war, pflanzte er viele blühende Pflanzen und seltene Büsche, die er aus vielen Teilen des Landes bekam. Keines der genannten Themen faszinierte ihn so wie die Avifauna. Mehr als zwanzig Jahre wurde kein einziger Gewehrschuss mehr auf dem Gebiet der October Farm abgefeuert, noch wurde je ein Vogel oder Tier durch den Menschen gestört. Ob Falke, Krähe, Blauhäher, Stinktiere, Füchse oder andere Vögel und Wildtiere, alle waren in Brewsters Reich willkommen. Seine einzigen Eingriffe in den natürlichen Kreislauf der Natur waren das Aufstellen von Brutkästen und die Aussaat von Pflanzen für seinen Lebensunterhalt. Das Ergebnis dieses Experimentes war zu dieser Zeit sehr überraschend. Die Population der Vögel blieb über den Zeitraum von 20 Jahren nahezu konstant. Wohl war es wahr, dass sich die Verteilung der Arten verändert hatte, da die Anzahl von Buschvögeln wie Grasmückenartigen und Vireos angestiegen war, doch blieb beispielsweise die Anzahl der Rebhühner konstant, obwohl diese jedes Jahr ihre Brut dort aufzogen. Über viele Jahre nistete ein Paar Gelbbauch-Schopftyrannen in einer Höhle eines ganz bestimmten Baumes und zog ihre Brut auf. Doch jedes Jahr kam immer nur ein Paar zurück, und es gelang ihm nie, ein weiteres in unmittelbarer Nähe zu entdecken. Bei den Rebhühnern konnte er es sich erklären, dass die Altvögel die Jüngeren verscheuchen, um ihr eigenes Überleben zu sichern. Es fiel ihm schwerer zu erklären, dass der gesamte Vogelbestand aber konstant blieb. So kam er zu dem Schluss, dass man alle Prädatoren vernichten müsste, um einen Anstieg an kleineren Vögel zu erreichen. War er anfangs noch ein leidenschaftlicher Jäger, der sich gern mit anderen dieser Zunft austauschte, wandelte er sich im Laufe seines Lebens zu einer Person, die Tierjagd nur zum Spaß gänzlich ablehnte und diesem Sport vollkommen abschwor.
Zwischen 1886 und 1887 baute er auf dem geerbten Landsitz ein Museum, in welchem er seine wachsende Vogelsammlung und seine Bücher ausstellte. Der Raum diente ihm zu Studienzwecken und vieler seiner Publikationen entstanden in ihm. Außerdem nutze man den Raum bis zu seinem Tode für die zweiwöchigen Treffen des Nuttall Ornithological Clubs. Da die Sammlung beständig anwuchs, half ihm von 1897 bis 1907 Walter Deane (1848–1930) als Kurator. 1891 wurde Brewster in die American Academy of Arts and Sciences gewählt.
Obwohl Brewster bemerkenswerte Bücher wie Birds of the Cape Region of Lower California und The Birds of the Cambridge Region of Massachusetts publizierte, fiel ihm das Schreiben schwer. Oft wurde er dabei von seiner Frau Caroline unterstützt. Auch wenn Brewster kaum Rezensionen schrieb, galt er als vorbildlicher Korreferent. So hat er beispielsweise als Co-Editor von Henry Davis Minots (1859–1890) The land-birds and game-birds of New England wichtige Anmerkungen zum Text beigetragen, ohne dabei die Handschrift des Erstautors zu verfälschen. Zwischen den Jahren 1876 und 1900 erschienen der Großteil seiner über 300 Publikationen. Nach dem Vorbild Thoreaus pflegte ein Tagebuch, in dem er akribisch seine Beobachtungen des Tages festhielt.
Das Amherst College verlieh ihm 1880 den Master of Arts und die Harvard University folgte diesem Beispiel im Jahre 1889.

## Mitgliedschaften
Seit dem Jahre 1871 trafen rund um Brewster sich ein wöchentlich ein paar junge Menschen, um ornithologische Literatur und Beobachtungen zu diskutieren. Am 24. November 1873 gründeten Francis Parkman Atkinson (1851–1874), Harry Balch Bailey (1853–1928), William Brewster, Ruthven Deane, Henry W. Henshaw, Henry Augustus Purdie, William Earl Dodge Scott (1852–1910), Ernest Ingersoll (1852–1946) und Dr. Walter Woodman (1852–1928) schließlich den Nuttall Ornithological Club, den ältesten ornithologischen Club Amerikas. Für den Namen des Clubs stand der bekannte englische Botaniker und Zoologe Thomas Nuttall Pate. Brewster hatte von der Gründung bis zu seinem Tode den Vorsitz inne.
Angeregt durch den Erfolg des Nuttall Ornithological Club wurde die American Ornithologists’ Union (A.O.U.) als nationale Institution gegründet. Am 26. September 1883 traf Brewster sich in New York mit Joel Asaph Allen (1838–1921) und Elliott Coues (1842–1899), um die neue Organisation ins Leben zu rufen. Nach der Etablierung der Union wurde Brewster zusammen mit Coues, Allen, Ridgway und Henshaw Mitglied eines fünfköpfigen Komitees, das für die Taxonomie und Nomenklatur von nordamerikanischen Vögeln zuständig war. 1895 wurde er schließlich zum Präsidenten der A.O.U. gewählt, ein Amt, das er bis 1898 innehatte. Da ihm der Schutz der Vögel sehr am Herzen lag, wurde er 1886 zusätzlich Mitglied im Rat zum Schutze der Vögel der A.O.U. und als solcher organisierte er die erste Audubon Society Amerikas. Später wurde er hier Direktor und schließlich Präsident der Audubon Society von Massachusetts.
Nach seinem Tode spendeten im Jahre 1920 Brewsters Freunde 5200 $ an die A.O.U., um einen William-Brewster-Gedächtnis-Fond einzurichten. Ab dem Jahre 1921 sollte mit dem Geld alle zwei Jahre eine Persönlichkeit mit der William-Brewster-Medaille ausgezeichnet werden, eine Auszeichnung für Autoren, die sich mit ornithologischen Publikationen über Vögel der Westlichen Hemisphäre verdient gemacht hatten. So hieß es nach dem 37 Meeting der A.O.U. in New York:

„[…] in the form of a medal and an honorarium to the author of the most important contribution to the ornithology of the Western Hemisphere, during the period named.“

Von 1880 bis 1889 kümmerte Brewster sich um die Tier- und Vogelsammlung der Boston Society of Natural History. Von 1885 bis 1900 hatte er die gleiche Position beim Cambridge Museum of Comparative Zoology inne. Ab dem Jahre 1900 kümmerte er sich dort bis zu seinem Tod ausschließlich um die Vogelabteilung. Hier kam er auch mit Alexander Agassiz (1835–1910) in Kontakt, einem Mann, dem er größten Respekt zollte.
Nachdem er einige Jahre im Entscheidungsgremium der Fish and Game Protective Association von Massachusetts mitgewirkt hatte, wurde er auch dort 1906 für zwei Jahre zum Präsidenten gewählt. Da Brewster an einer Weiterentwicklung interessiert war, hatte er großen Anteil an der Organisation der American Game Protective and Propagation Association und in dessen Komitee er bis zu seinem Tod diente.

## Reisen
Brewster galt nicht als der große Forscher und Entdecker. Vielmehr genoss er die Landschaft seine Heimat. Gelegentliche Reisen führten ihn 1874 nach Ritchie County in West Virginia und im Jahr 1878 besuchte er seinen Freund Robert Ridgway in Mount Carmel. Im Frühling des Jahres 1881 brach er zusammen mit Alpheus Hyatt (1838–1902), Samuel Henshaw (1852–1941), Edward Gardiner (1854–1907), Washington Caruthers Kerr (1827–1885) und Edward Royal Warren (1860–1942) auf der Yacht Arethusa zu einer Reise am Sankt-Lorenz-Golf auf. Die Reise begann in Annisquam (Massachusetts). Der Forschungszweck war das Sammeln von Fossilien, Vögel, Insekten und Pflanzen. Im darauf folgenden Jahr besuchte er J.A. Allen in Colorado. Zusammen mit Allen sammelte er in sechs Wochen ganz neue Erfahrungen. Im Mai 1883 besuchte er South Carolina, wo er seine Zelte in Charleston aufschlug. Zusammen mit Arthur Trezevant Wayne (1863–1930) versuchte er den Swainson-Waldsänger (Limnothlypis swainsonii) wieder zu finden, eine Art die 1832 erstmals durch John Bachman (1790–1874) gesammelt wurde und seitdem fast ein halbes Jahrhundert nicht mehr gesehen wurde. Auch wenn das erste Jahr noch erfolglos war, gelang es im darauf folgenden Jahr Exemplare zu entdecken und ihr Gesang und Habitat zu studieren. 1885 studierte er den Vogelzug im Bay of Fundy, was zu seiner einzigen Publikation zu diesem Thema mit dem Titel Bird Migration führte. Zusammen mit Frank Michler Chapman (1864–1945) folgte auf einem Hausboot ein Trip auf dem Suwannee River. Zwei Jahre später, im Jahre 1883, ging es ebenfalls mit Chapman nach Trinidad, seinem ersten und einzigen Ausflug in die Tropen.
Eine Reise im Jahre 1887 führte ihn auch auf das europäische Festland. In den Jahren 1891, 1909 und 1911 besuchte er England und hatte somit erstmals die Möglichkeit die Vögel zu studieren, die er bisher nur aus Büchern kannte. Dabei stattete er mehrere Male John Alexander Harvie-Brown (1844–1916) in Schottland einen Besuch ab. Während seiner Reise 1909 lernte er durch Zufall den bekannten britischen Schriftsteller Rudyard Kipling (1865–1936) kennen.

## Werke
- A variety of the blackbird. In: The American Naturalist. Band 2, 1868, S. 217–218.
- A Mottled Owl again. In: The American Naturalist. Band 3, 1869, S. 334–335.
- Charles Johnson Maynard: A Catalogue of the Birds of Coos Co., NH, and Oxford Co., Me.; with annotations relative to the breeding habits, migrations, etc. With Notes by William Brewster. In: Proceedings of the Boston Society of Natural History. Band 14, 1871, S. 356–385.
- Birds new to Massachusetts fauna. In: The American Naturalist. Band 6, 1872, S. 306–307.
- The drumming of the Ruffed Grouse. In: The American Sportsman. Band 4, 1874, S. 7.
- Love notes of the Woodcock. In: The American Sportsman. Band 4, 1874, S. 19.
- The Ruffed Grouse again. In: The American Sportsman. Band 4, 1874, S. 74.
- Spizella breweri (?) in Massachusetts. In: The American Naturalist. Band 8, 1874, S. 366–367.
- A new bird to Massachusetts. In: The American Sportsman. Band 4, 1874, S. 257.
- Woodcock. In: The American Sportsman. Band 4, 1874, S. 314.
- Some notes on a new species of North American tern. In: The American Sportsman. Band 5, 1875, S. 249.
- Explanatory. In: The American Sportsman. Band 5, 1875, S. 291.
- How careless! In: The American Sportsman. Band 5, 1875, S. 291.
- Occurence of the Fork-tailed Gull (Xema Sabinei) in Mass. In: The American Sportsman. Band 5, 1875, S. 370.
- Habits of the Mourning Warbler (Geothypis philadelphia). In: The Rod and the Gun. Band 6, 1875, S. 50–51.
- Some Observations on the Birds of Ritchie County, West Virginia. In: Annals of The Lyceum of Natural History of New York. Band 11, Nr. 1, 1875, S. 129–146.
- Some additional light on the so-called Sterna portlandica, Ridgway. In: Annals of The Lyceum of Natural History of New York. Band 11, Nr. 1, 1875, S. 201–297.
- Winter habits of buzzard hawks. In: Forest and Stream. Band 6, 1876, S. 3.
- Can quail withhold their scent? In: The Rod and the Gun. Band 7, 1876, S. 344–345.
- Sterna portlandica, Ridgway. In: The Rod and the Gun. Band 8, 1876, S. 37.
- Description of a new species of Helminthophaga (mit einer Tafel). In: Bulletin of the Nuttall Ornithological Club. Band 1, Nr. 1, 1876, S. 1–2 (Online [abgerufen am 23. Juni 2011]).
- On the occurrence of certain birds in the New England states. In: Bulletin of the Nuttall Ornithological Club. Band 1, Nr. 1, 1876, S. 17–20.
- Occurence of the Curlew Sandpiper in Massachusetts. In: Bulletin of the Nuttall Ornithological Club. Band 1, Nr. 3, 1876, S. 51–52.
- The Ipswich Sparrow in New Brunswick. In: Bulletin of the Nuttall Ornithological Club. Band 1, Nr. 3, 1876, S. 52.
- The Yellow-bellied Woodpecker (Sphyrapicus varius). In: Bulletin of the Nuttall Ornithological Club. Band 1, Nr. 3, 1876, S. 63–70.
- Black-and-yellow Warbler (Dendroeca maculosa). In: Bulletin of the Nuttall Ornithological Club. Band 2, Nr. 1, 1877, S. 1–7 (Online [abgerufen am 23. Juni 2011]).
- Two undescribed nests of California Birds. In: Bulletin of the Nuttall Ornithological Club. Band 2, Nr. 2, 1877, S. 37–38.
- An undescribed Hybrid between two North American Grouse. In: Bulletin of the Nuttall Ornithological Club. Band 2, Nr. 3, 1877, S. 66–68.
- The Yellow-throated Warbler (Dendroeca dominica). In: Bulletin of the Nuttall Ornithological Club. Band 2, Nr. 4, 1877, S. 102–106.
- Descriptions of the First Plumage of Various Species of North American Birds. In: Bulletin of the Nuttall Ornithological Club. Band 3, Nr. 1, 1878, S. 15–23 (Online [abgerufen am 23. Juni 2011]).
- Descriptions of the First Plumage of Various Species of North American Birds. In: Bulletin of the Nuttall Ornithological Club. Band 3, Nr. 2, 1878, S. 56–64.
- Descriptions of the First Plumage of Various Species of North American Birds. In: Bulletin of the Nuttall Ornithological Club. Band 3, Nr. 3, 1878, S. 115–123.
- The Prothonotary Warbler (Protonotaria citrea). In: Bulletin of the Nuttall Ornithological Club. Band 3, Nr. 3, 1878, S. 133–135.
- Nesting of the Large-billed Water Thrush (Siurus motacilla). In: Bulletin of the Nuttall Ornithological Club. Band 3, Nr. 4, 1878, S. 153–162.
- Descriptions of the First Plumage of Various Species of North American Birds. In: Bulletin of the Nuttall Ornithological Club. Band 3, Nr. 4, 1878, S. 175–182.
- The terns of the New England Coast. In: Bulletin of the Nuttall Ornithological Club. Band 4, Nr. 1, 1879, S. 13–22 (Online [abgerufen am 23. Juni 2011]).
- Descriptions of the First Plumage of Various Species of North American Birds. In: Bulletin of the Nuttall Ornithological Club. Band 4, Nr. 1, 1879, S. 39–46.
- Notes on the habits and distribution of the rufous-crowned sparrow. (Peucaea ruficeps). In: Bulletin of the Nuttall Ornithological Club. Band 4, Nr. 1, 1879, S. 47–48.
- On the habits and nesting of certain rare Birds in Texas. In: Bulletin of the Nuttall Ornithological Club. Band 4, Nr. 2, 1879, S. 75–80.
- Notes upon the Distribution, Habits and Nesting of the Black Capped Vireo (Vireo atricapillus). In: Bulletin of the Nuttall Ornithological Club. Band 4, Nr. 2, 1879, S. 99–103.
- Breeding Habits of the American Brown Creeper (Certhia familiaris americana). In: Bulletin of the Nuttall Ornithological Club. Band 4, Nr. 4, 1879, S. 199–209.
- Notes on the habits and distribution of the Philadelphia Vireo (Vireo philadelphicns). In: Bulletin of the Nuttall Ornithological Club. Band 5, Nr. 1, 1880, S. 1–7 (Online [abgerufen am 23. Juni 2011]).
- With the birds on a Florida river. In: Bulletin of the Nuttall Ornithological Club. Band 6, Nr. 1, 1881, S. 38–44 (Online [abgerufen am 23. Juni 2011]).
- Notes on some Birds from Arizona and New Mexico, with a description of a supposed new Whip-poor-Will. In: Bulletin of the Nuttall Ornithological Club. Band 6, Nr. 2, 1881, S. 65–73.
- Critical notes on a petrel new to North America. In: Bulletin of the Nuttall Ornithological Club. Band 6, Nr. 2, 1881, S. 91–97.
- On the affinities of certain Polioptilae, with a description of a new species. In: Bulletin of the Nuttall Ornithological Club. Band 6, Nr. 2, 1881, S. 101–107.
- Breeding of the Acadian Owl (Nyctale acadica) in Massachusetts. In: Bulletin of the Nuttall Ornithological Club. Band 6, Nr. 3, 1881, S. 143–145.
- On the Relationship of Helminthophaga leucobronchialis, Brewster, and Helminthophaga lawrencei, Herrick; with some conjectures respecting certain other North American Birds. In: Bulletin of the Nuttall Ornithological Club. Band 6, Nr. 4, 1881, S. 218–225.
- Notes on the Habits and Changes of Plumage of the Acadian Owl (Nyctale acadica), with some additional Records of its Breeding in Massachusetts. In: Bulletin of the Nuttall Ornithological Club. Band 7, Nr. 1, 1882, S. 23–25 (Online [abgerufen am 23. Juni 2011]).
- On Kennicott's Owl and some of its allies, with a description of a proposed new race. In: Bulletin of the Nuttall Ornithological Club. Band 7, Nr. 1, 1882, S. 27–33.
- On a collection of birds lately made by Mr. F. Stephens in Arizona. In: Bulletin of the Nuttall Ornithological Club. Band 7, Nr. 2, 1882, S. 65–86.
- Impressions of some southern birds. In: Bulletin of the Nuttall Ornithological Club. Band 7, Nr. 2, 1882, S. 94–104.
- On a collection of birds lately made by Mr. F. Stephens in Arizona. In: Bulletin of the Nuttall Ornithological Club. Band 7, Nr. 3, 1882, S. 135–147.
- On a collection of birds lately made by Mr. F. Stephens in Arizona. In: Bulletin of the Nuttall Ornithological Club. Band 7, Nr. 4, 1882, S. 193–212.
- Notes on some Birds collected by Capt. Charles Bendire, at Fort Walla Walla, Washington Territory. In: Bulletin of the Nuttall Ornithological Club. Band 7, Nr. 4, 1882, S. 225–233.
- Notes on the birds observed during a summer cruise in the Gulf of St. Lawrence. In: Proceedings Boston Society of Natural History. Band 22, 1883, S. 364–412 (Online [abgerufen am 23. Juni 2011]).
- Bicknell's Thrush ( Turdus Aliciae Bicknelli) in New England. In: Bulletin of the Nuttall Ornithological Club. Band 8, Nr. 1, 1883, S. 12–17 (Online [abgerufen am 23. Juni 2011]).
- On a collection of Birds lately made by Mr. F. Stephens in Arizona. In: Bulletin of the Nuttall Ornithological Club. Band 8, Nr. 1, 1883, S. 21–36.
- Holböll's Red-poll (Aegiothus linaria holboelli) in New England. In: Bulletin of the Nuttall Ornithological Club. Band 8, Nr. 2, 1883, S. 95–99.
- zusammen mit Joel Asaph Allen: List of Birds Observed in the Vicinity of Colorado Springs, Colorado, during March, April and May, 1882. In: Bulletin of the Nuttall Ornithological Club. Band 8, Nr. 3, 1883, S. 151–161.
- zusammen mit Joel Asaph Allen: List of Birds Observed in the Vicinity of Colorado Springs, Colorado, during March, April and May, 1882. In: Bulletin of the Nuttall Ornithological Club. Band 8, Nr. 4, 1883, S. 189–198.
- On an apparently new gull from eastern North America. In: Bulletin of the Nuttall Ornithological Club. Band 8, Nr. 4, 1883, S. 214–219.
- Notes on the Summer Birds of Berkshire County, Massachusetts. In: The Auk. Band 1, Nr. 1, 1884, S. 5–16 (Online [PDF; 568 kB; abgerufen am 23. Juni 2011]).
- Recent Occurrence of the Black-backed Three-toed Woodpecker in Massachusetts. In: The Auk. Band 1, Nr. 1, 1884, S. 93 (Online [PDF; 56 kB; abgerufen am 23. Juni 2011]).
- A Singular Specimen of the Black-and-White Creeper. In: The Auk. Band 1, Nr. 2, 1884, S. 190–192 (Online [PDF; 153 kB; abgerufen am 23. Juni 2011]).
- Swainson's Warbler. In: The Auk. Band 2, Nr. 1, 1885, S. 65–80 (Online [PDF; 749 kB; abgerufen am 23. Juni 2011]).
- The Heath Hen of Massachusetts. In: The Auk. Band 2, Nr. 1, 1885, S. 80–84 (Online [PDF; 233 kB; abgerufen am 23. Juni 2011]).
- Preliminary notes on some birds obtained in Arizona by Mr. F. Stephens in 1884. In: The Auk. Band 2, Nr. 1, 1885, S. 84–85 (Online [PDF; 95 kB; abgerufen am 23. Juni 2011]).
- Peucaea aestivalis and its Subspecies Illinoensis. In: The Auk. Band 2, Nr. 1, 1885, S. 105 (Online [PDF; 54 kB; abgerufen am 23. Juni 2011]).
- Swainson's Warbler-An Omission. In: The Auk. Band 2, Nr. 1, 1885, S. 105–106 (Online [PDF; 103 kB; abgerufen am 23. Juni 2011]).
- Hawk Owls in New England. In: The Auk. Band 2, Nr. 1, 1885, S. 108–109 (Online [PDF; 106 kB; abgerufen am 23. Juni 2011]).
- The Eider Ducks of the New England Coast. In: The Auk. Band 2, Nr. 1, 1885, S. 111 (Online [PDF; 57 kB; abgerufen am 23. Juni 2011]).
- Additional notes on some birds collected in Arizona and the adjoining Province of Sonora, Mexico, by Mr. F. Stephens in 1884; with a description of a new species of Ortyx. In: The Auk. Band 2, Nr. 2, 1885, S. 112 (Online [PDF; 59 kB; abgerufen am 23. Juni 2011]).
- The Rock Ptarmigan of Newfoundland. In: The Auk. Band 2, Nr. 2, 1885, S. 196–200 (Online [PDF; 253 kB; abgerufen am 23. Juni 2011]).
- The Common Cormorant in Massachusetts. In: The Auk. Band 2, Nr. 2, 1885, S. 193–195 (Online [PDF; 141 kB; abgerufen am 23. Juni 2011]).
- Nelson's Sharp-tailed Finch (Ammodramus Caudacutus Nelsoni) on the Atlantic Coast. In: The Auk. Band 2, Nr. 2, 1885, S. 216 (Online [PDF; 53 kB; abgerufen am 23. Juni 2011]).
- The Ptarmigan of Anticosti-A Correction. In: The Auk. Band 2, Nr. 2, 1885, S. 220–221 (Online [PDF; 108 kB; abgerufen am 23. Juni 2011]).
- Additional Notes on the Nest and Eggs of Swainson's Warbler (Helinaia Swainsoni). In: The Auk. Band 2, Nr. 4, 1885, S. 346–348 (Online [PDF; 136 kB; abgerufen am 23. Juni 2011]).
- The Oyster-catcher (Hoematopus Palliatus) in Massachusetts. In: The Auk. Band 2, Nr. 4, 1885, S. 384 (Online [PDF; 56 kB; abgerufen am 23. Juni 2011]).
- An ornithological reconnaissance in western North Carolina. In: The Auk. Band 3, Nr. 1, 1886, S. 94–112 (Online [PDF; 954 kB; abgerufen am 23. Juni 2011]).
- The Bridled Tern (Sterna Anaethetus) in South Carolina. In: The Auk. Band 3, Nr. 1, 1886, S. 131 (Online [PDF; 44 kB; abgerufen am 23. Juni 2011]).
- Additions to the Avi-fauna of Texas. In: The Auk. Band 3, Nr. 1, 1886, S. 139 (Online [PDF; 53 kB; abgerufen am 23. Juni 2011]).
- An ornithological reconnaissance in western North Carolina. In: The Auk. Band 3, Nr. 2, 1886, S. 173–179 (Online [PDF; 372 kB; abgerufen am 23. Juni 2011]).
- Junco Hyemalis Nesting in a Bush. In: The Auk. Band 3, Nr. 2, 1886, S. 277–278 (Online [PDF; 102 kB; abgerufen am 23. Juni 2011]).
- The Orange-crowned Warbler in Eastern Massachusetts. In: The Auk. Band 3, Nr. 2, 1886, S. 278 (Online [PDF; 54 kB; abgerufen am 23. Juni 2011]).
- Additional notes on Peale's Petrel (Aestrelata gularis). In: The Auk. Band 3, Nr. 3, 1886, S. 389–393 (Online [PDF; 249 kB; abgerufen am 23. Juni 2011]).
- Aegialitis Meloda Circumcincta on the Coast of South Carolina. In: The Auk. Band 3, Nr. 3, 1886, S. 408 (Online [PDF; 51 kB; abgerufen am 23. Juni 2011]).
- Vireo Solitarius Alticola at Charleston, South Carolina. In: The Auk. Band 3, Nr. 3, 1886, S. 410 (Online [PDF; 50 kB; abgerufen am 23. Juni 2011]).
- Ammodramus Lecontei Near Charleston, South Carolina. In: The Auk. Band 3, Nr. 3, 1886, S. 410 (Online [PDF; 50 kB; abgerufen am 23. Juni 2011]).
- Occurrence of the Prothonotary Warbler (Protonotaria Citrea) in Massachusetts. In: The Auk. Band 3, Nr. 3, 1886, S. 410–411 (Online [PDF; 103 kB; abgerufen am 23. Juni 2011]).
- An Interesting Specimen of Helminthopila. In: The Auk. Band 3, Nr. 3, 1886, S. 411–412 (Online [PDF; 109 kB; abgerufen am 23. Juni 2011]).
- Occurrence of the Yellow-billed Tropic Bird in Florida. In: The Auk. Band 3, Nr. 4, 1886, S. 481 (Online [PDF; 53 kB; abgerufen am 23. Juni 2011]).
- Breeding of the White-faced Glossy Ibis in Florida. In: The Auk. Band 3, Nr. 4, 1886, S. 481–482 (Online [PDF; 105 kB; abgerufen am 23. Juni 2011]).
- A Red-headed Black Vulture. In: The Auk. Band 3, Nr. 4, 1886, S. 483–484 (Online [PDF; 112 kB; abgerufen am 23. Juni 2011]).
- Two Additional Massachusetts Specimens of the Prothonotary Warbler (Protonotaria Citrea). In: The Auk. Band 3, Nr. 4, 1886, S. 487–488 (Online [PDF; 105 kB; abgerufen am 23. Juni 2011]).
- Bird Migration. In: Memoirs of the Nuttall Ornithological Club. Band 1, 1886, S. 1–22 (Online [abgerufen am 23. Juni 2011]).
- The Black Gyrfalcon (Falco Rusticolus Obsoletus) in Eastern Maine. In: The Auk. Band 4, Nr. 1, 1887, S. 75 (Online [PDF; 56 kB; abgerufen am 23. Juni 2011]).
- The Golden Eagle in Eastern Massachusetts. In: The Auk. Band 4, Nr. 1, 1887, S. 75 (Online [PDF; 56 kB; abgerufen am 23. Juni 2011]).
- Three New Forms of North American Birds. In: The Auk. Band 4, Nr. 2, 1887, S. 145–149 (Online [PDF; 222 kB; abgerufen am 23. Juni 2011]).
- The Common Murre (Uria Troille) and the Razor-billed Auk (Alca Torda) on the New England Coast. In: The Auk. Band 4, Nr. 2, 1887, S. 158 (Online [PDF; 49 kB; abgerufen am 23. Juni 2011]).
- Further Notes on the Masked Bob-white (Colinus Ridgwayi). In: The Auk. Band 4, Nr. 2, 1887, S. 159–160 (Online [PDF; 111 kB; abgerufen am 23. Juni 2011]).
- A Third New England Specimen of Swainson's Hawk (Buteo Swainsoni). In: The Auk. Band 4, Nr. 2, 1887, S. 160 (Online [PDF; 60 kB; abgerufen am 23. Juni 2011]).
- Capture of a Fish Crow (Corvus Ossifragus) at Wareham, Massachusetts. In: The Auk. Band 4, Nr. 2, 1887, S. 162 (Online [PDF; 58 kB; abgerufen am 23. Juni 2011]).
- The Redpolls of Massachusetts. In: The Auk. Band 4, Nr. 2, 1887, S. 163–164 (Online [PDF; 110 kB; abgerufen am 23. Juni 2011]).
- An Overlooked Specimen of Bachman's Warbler. In: The Auk. Band 4, Nr. 2, 1887, S. 165 (Online [PDF; 57 kB; abgerufen am 23. Juni 2011]).
- Discovery of the Nest and Eggs of the Western Warbler (Dendroica Occidentalis). In: The Auk. Band 4, Nr. 2, 1887, S. 166–167 (Online [PDF; 115 kB; abgerufen am 23. Juni 2011]).
- Hummingbirds Feeding their Young on Insects. In: The Auk. Band 4, Nr. 3, 1887, S. 255 (Online [PDF; 54 kB; abgerufen am 23. Juni 2011]).
- Descriptions of Supposed New Birds from Lower California, Sonora, and Chihuahua, Mexico, and the Bahamas. In: The Auk. Band 5, Nr. 1, 1888, S. 82–95 (Online [PDF; 697 kB; abgerufen am 23. Juni 2011]).
- The Prairie Horned Lark (Otocoris Alpestris Praticola) on the Coast of Massachusetts. In: The Auk. Band 5, Nr. 1, 1888, S. 111–112 (Online [PDF; 105 kB; abgerufen am 23. Juni 2011]).
- On Three Apparently New Subspecies of Mexican Birds. In: The Auk. Band 5, Nr. 2, 1888, S. 136–139 (Online [PDF; 192 kB; abgerufen am 23. Juni 2011]).
- Quiscalus Quiscula Aglaeus at Charleston, South Carolina. In: The Auk. Band 5, Nr. 2, 1888, S. 208 (Online [PDF; 57 kB; abgerufen am 23. Juni 2011]).
- Breeding of the Golden-crested Kinglet (Regulus satrapa) in Worcester County, Massachusetts, with a description of its nest and eggs. In: The Auk. Band 5, Nr. 4, 1888, S. 337–344 (Online [PDF; 434 kB; abgerufen am 23. Juni 2011]).
- Notes on the Birds of Winchendon, Worcester County, Massachusetts. In: The Auk. Band 5, Nr. 4, 1888, S. 386–393 (Online [PDF; 385 kB; abgerufen am 23. Juni 2011]).
- A Second Maine (and Fourth New England) Specimen of Swainson's Hawk (Buteo Swainsoni). In: The Auk. Band 5, Nr. 4, 1888, S. 424 (Online [PDF; 58 kB; abgerufen am 23. Juni 2011]).
- Cistothorus Palustris Marianae on the Coast of Georgia. In: The Auk. Band 5, Nr. 4, 1888, S. 432 (Online [PDF; 54 kB; abgerufen am 23. Juni 2011]).
- The Present Status of Forster's Tern as a Bird of New England. In: The Auk. Band 6, Nr. 1, 1889, S. 66–67 (Online [PDF; 97 kB; abgerufen am 23. Juni 2011]).
- Occurrence of the Western Sandpiper (Ereunetes Occidentalis) in Numbers on the Coast of Massachusetts. In: The Auk. Band 6, Nr. 1, 1889, S. 69 (Online [PDF; 54 kB; abgerufen am 23. Juni 2011]).
- Krider's Hawk (Buteo Borealis Kriderii) on the Coast of Georgia. In: The Auk. Band 6, Nr. 1, 1889, S. 70 (Online [PDF; 53 kB; abgerufen am 23. Juni 2011]).
- Second Occurrence of the Prairie Horned Lark in Eastern Massachusetts. In: The Auk. Band 6, Nr. 1, 1889, S. 71–72 (Online [PDF; 104 kB; abgerufen am 23. Juni 2011]).
- Descriptions of Supposed New Birds from Western North America and Mexico. In: The Auk. Band 6, Nr. 2, 1889, S. 85–98 (Online [PDF; 689 kB; abgerufen am 23. Juni 2011]).
- Dendroica Coronata Feeding Upon Oranges. In: The Auk. Band 6, Nr. 3, 1889, S. 279 (Online [PDF; 55 kB; abgerufen am 23. Juni 2011]).
- The present status of the wild pigeon (Ectopistes migratorius) as a bird of the United States, with some notes on its habits. In: The Auk. Band 6, Nr. 4, 1889, S. 285–291 (Online [PDF; 332 kB; abgerufen am 23. Juni 2011]).
- Melanerpes Carolinus Eating Oranges. In: The Auk. Band 6, Nr. 4, 1889, S. 336–337 (Online [PDF; 112 kB; abgerufen am 23. Juni 2011]).
- Nesting Habits of the Parrakeet (Conurus Carolinensis). In: The Auk. Band 6, Nr. 4, 1889, S. 337–338 (Online [PDF; 117 kB; abgerufen am 23. Juni 2011]).
- Recent Occurrence of the Turkey Vulture in Eastern Massachusetts. In: The Auk. Band 7, Nr. 2, 1890, S. 204–205 (Online [PDF; 100 kB; abgerufen am 23. Juni 2011]).
- Capture of a Third Specimen of the Barn Owl in Massachusetts. In: The Auk. Band 7, Nr. 2, 1890, S. 205 (Online [PDF; 55 kB; abgerufen am 23. Juni 2011]).
- Food of Young Hummingbirds. In: The Auk. Band 7, Nr. 2, 1890, S. 206–207 (Online [PDF; 109 kB; abgerufen am 23. Juni 2011]).
- The Purple Grackle at Charleston, South Carolina. In: The Auk. Band 7, Nr. 2, 1890, S. 208 (Online [PDF; 58 kB; abgerufen am 23. Juni 2011]).
- The Acadian Sharp-tailed Sparrow and Scott's Seaside Sparrow on the Coast of South Carolina. In: The Auk. Band 7, Nr. 2, 1890, S. 212 (Online [PDF; 58 kB; abgerufen am 23. Juni 2011]).
- Summer Robin Roosts. In: The Auk. Band 7, Nr. 4, 1890, S. 360–373 (Online [PDF; 672 kB; abgerufen am 23. Juni 2011]).
- A New Subspecies of the Solitary Sandpiper. In: The Auk. Band 7, Nr. 4, 1890, S. 377–379 (Online [PDF; 134 kB; abgerufen am 23. Juni 2011]).
- Breeding of the Pileated Woodpecker in Worcester County, Massachusetts. In: The Auk. Band 7, Nr. 4, 1890, S. 400–401 (Online [PDF; 102 kB; abgerufen am 23. Juni 2011]).
- A Study of Florida Gallinules, with Some Notes on a Nest Found at Cambridge, Massachusetts. In: The Auk. Band 8, Nr. 1, 1891, S. 1–7 (Online [PDF; 370 kB; abgerufen am 23. Juni 2011]).
- zusammen mit Frank Michler Chapman: Notes on the Birds of the Lower Suwanee River. In: The Auk. Band 8, Nr. 2, 1891, S. 125–138 (Online [PDF; 743 kB; abgerufen am 23. Juni 2011]).
- Descriptions of Seven Supposed New North American Birds. In: The Auk. Band 8, Nr. 2, 1891, S. 139–149 (Online [PDF; 522 kB; abgerufen am 23. Juni 2011]).
- Notes on Bachman's Warbler (Helminthophila bachmani). In: The Auk. Band 8, Nr. 2, 1891, S. 149–157 (Online [PDF; 446 kB; abgerufen am 23. Juni 2011]).
- The Whistling Swan in Massachusetts. In: The Auk. Band 8, Nr. 2, 1891, S. 232 (Online [PDF; 57 kB; abgerufen am 23. Juni 2011]).
- Megascops Asio Macfarlanei-A Correction. In: The Auk. Band 8, Nr. 2, 1891, S. 237 (Online [PDF; 53 kB; abgerufen am 23. Juni 2011]).
- Some Additional Eastern Records of Swainson's Hawk (Buteo Swainsoni). In: The Auk. Band 10, Nr. 1, 1893, S. 82–83 (Online [PDF; 108 kB; abgerufen am 23. Juni 2011]).
- Description of a new hummingbird from northern Mexico. In: The Auk. Band 10, Nr. 3, 1893, S. 214–215 (Online [PDF; 82 kB; abgerufen am 23. Juni 2011]).
- Description of a New Marsh Wren, with Critical Notes on Cistothorus Marianæ Scott. In: The Auk. Band 10, Nr. 3, 1893, S. 215–219 (Online [PDF; 228 kB; abgerufen am 23. Juni 2011]).
- A Brood of Young Flickers (Colaptes auratus) and How They Were Fed. In: The Auk. Band 10, Nr. 3, 1893, S. 231–236 (Online [PDF; 275 kB; abgerufen am 23. Juni 2011]).
- On the occurrence of certain birds in British Columbia. In: The Auk. Band 10, Nr. 3, 1893, S. 236–237 (Online [PDF; 94 kB; abgerufen am 23. Juni 2011]).
- The Ipswich Sparrow (Ammodramus Princeps) on the coast of Georgia. In: The Auk. Band 10, Nr. 3, 1893, S. 302 (Online [PDF; 57 kB; abgerufen am 23. Juni 2011]).
- Two Corrections. In: The Auk. Band 10, Nr. 4, 1893, S. 365 (Online [PDF; 58 kB; abgerufen am 23. Juni 2011]).
- Notes and Song-Flight of the Woodcock (Philohela minor). In: The Auk. Band 11, Nr. 4, 1894, S. 291–298 (Online [PDF; 376 kB; abgerufen am 23. Juni 2011]).
- Breeding of the Prairie Horned Lark (Otocoris Alpestris Praticola) Near Pittsfield, Mass. In: The Auk. Band 11, Nr. 4, 1894, S. 326–327 (Online [PDF; 110 kB; abgerufen am 23. Juni 2011]).
- Note on the Habits of the Northern Shrike (Lanius Borealis). In: The Auk. Band 11, Nr. 4, 1894, S. 329–330 (Online [PDF; 111 kB; abgerufen am 23. Juni 2011]).
- A Remarkable Plumage of the Prairie Hen (Tympanuehus americanus). In: The Auk. Band 12, Nr. 2, 1895, S. 99–100 (Online [PDF; 135 kB; abgerufen am 23. Juni 2011]).
- Notes on Certain Flycatchers of the Genus Empidonax. In: The Auk. Band 12, Nr. 2, 1895, S. 157–163 (Online [PDF; 297 kB; abgerufen am 23. Juni 2011]).
- The White Gyrfalcon in New England. In: The Auk. Band 12, Nr. 2, 1895, S. 180 (Online [PDF; 58 kB; abgerufen am 23. Juni 2011]).
- Second Occurrence of Harris's Sparrow (Zonotrichia Querula) in British Columbia. In: The Auk. Band 12, Nr. 2, 1895, S. 182 (Online [PDF; 54 kB; abgerufen am 23. Juni 2011]).
- A Ground Nest of the Black-throated Green Warbler. In: The Auk. Band 12, Nr. 2, 1895, S. 184–185 (Online [PDF; 106 kB; abgerufen am 23. Juni 2011]).
- zusammen mit Frank Michler Chapman: Notes on birds observed in Trinidad. In: The Auk. Band 12, Nr. 3, 1895, S. 201–211 (Online [PDF; 559 kB; abgerufen am 23. Juni 2011]).
- A Remarkable Flight of Pine Grosbeaks (Pinicola enucleator). In: The Auk. Band 12, Nr. 3, 1895, S. 245–256 (Online [PDF; 567 kB; abgerufen am 23. Juni 2011]).
- Descriptions of a New Warbler and a New Song Sparrow. In: The Auk. Band 13, Nr. 1, 1896, S. 44–47 (Online [PDF; 171 kB; abgerufen am 23. Juni 2011]).
- Occurrence of the Wood Ibis (Tantalus Loculator) in Bristol County, Massachusetts. In: The Auk. Band 13, Nr. 4, 1896, S. 341 (Online [PDF; 47 kB; abgerufen am 23. Juni 2011]).
- On the Nomenclature of Certain Forms of the Downy Woodpecker (Dryobates pubescens). In: The Auk. Band 14, Nr. 1, 1897, S. 80–82 (Online [PDF; 136 kB; abgerufen am 23. Juni 2011]).
- The Lesser Snow Goose in New England. In: The Auk. Band 14, Nr. 2, 1897, S. 207 (Online [PDF; 57 kB; abgerufen am 23. Juni 2011]).
- The Bahaman Swallow in Florida. In: The Auk. Band 14, Nr. 2, 1897, S. 221–222 (Online [PDF; 108 kB; abgerufen am 23. Juni 2011]).
- Geotrygon Chrysia again at Key West. In: The Auk. Band 15, Nr. 2, 1898, S. 185 (Online [PDF; 55 kB; abgerufen am 23. Juni 2011]).
- Occurrence of the Spotted Screech Owl (Megascops Aspersus) in Arizona. In: The Auk. Band 15, Nr. 2, 1898, S. 186 (Online [PDF; 53 kB; abgerufen am 23. Juni 2011]).
- Lewis's Woodpecker Storing Acorns. In: The Auk. Band 15, Nr. 2, 1898, S. 188 (Online [PDF; 54 kB; abgerufen am 23. Juni 2011]).
- Revival of the Sexual Passion in Birds in Autumn. In: The Auk. Band 15, Nr. 2, 1898, S. 194–195 (Online [PDF; 111 kB; abgerufen am 23. Juni 2011]).
- Notes on the Breeding Habits of the American Golden-Eyed Duck or Whistler (Clangula clangula americana). In: The Auk. Band 17, Nr. 3, 1900, S. 207–216 (Online [PDF; 644 kB; abgerufen am 23. Juni 2011]).
- On the Occurrence, in Massachusetts, of Certain Rare or Interesting Birds. In: The Auk. Band 18, Nr. 2, 1901, S. 135–137 (Online [PDF; 136 kB; abgerufen am 23. Juni 2011]).
- The Meadowlark (Sturnella Magna) at Rangeley, Maine. In: The Auk. Band 18, Nr. 2, 1901, S. 194 (Online [PDF; 54 kB; abgerufen am 23. Juni 2011]).
- Bell's Vireo and the Sandhill Crane in New Hampshire. In: The Auk. Band 18, Nr. 3, 1901, S. 274 (Online [PDF; 58 kB; abgerufen am 23. Juni 2011]).
- An Ornithological Mystery. In: The Auk. Band 18, Nr. 4, 1901, S. 321–328 (Online [PDF; 360 kB; abgerufen am 23. Juni 2011]).
- Nesting of the Carolina Wren (Thryothorus Ludovicianus) in Southern Massachusetts. In: The Auk. Band 18, Nr. 4, 1901, S. 397–398 (Online [abgerufen am 23. Juni 2011]).
- zusammen mit Outram Bangs: On The Overlooked Species Of Aithurus. In: Proceedings of the New England Zoölogical Club. Band 2, 1901, S. 47–50 (Online [abgerufen am 23. Juni 2011]).
- zusammen mit Outram Bangs: Description of a new becard from Lower Uruguay. In: Proceedings of the New England Zoölogical Club. Band 2, 1901, S. 53–54 (Online [abgerufen am 23. Juni 2011]).
- An Undescribed Form of the Black Duck (Anas obscura). In: The Auk. Band 19, Nr. 2, 1902, S. 183–188 (Online [PDF; 278 kB; abgerufen am 23. Juni 2011]).
- On the occurrence of Cory's Least Bittern (Ardetta neoxena) in Eastern Massachusetts. In: Proceedings of the New England Zoölogical Club. Band 3, 1902, S. 79–80 (Online [abgerufen am 23. Juni 2011]).
- Birds of the Cape region of Lower California. In: Bulletin of the Museum of Comparative Zoölogy at Harvard College. Band 41, Nr. 1, 1902, S. 1–241.
- Breeding Grounds of the Black and Socorro Petrels. - A Correction. In: The Auk. Band 20, Nr. 1, 1903, S. 63–64 (Online [PDF; 94 kB; abgerufen am 23. Juni 2011]).
- Further notes on the Philadelphia Vireo, with description of the nest and the eggs. In: The Auk. Band 20, Nr. 4, 1903, S. 369–376 (Online [PDF; 438 kB; abgerufen am 23. Juni 2011]).
- An Interesting Solitary Vireo (Vireo Solitarius). In: The Auk. Band 20, Nr. 4, 1903, S. 437–438 (Online [PDF; 112 kB; abgerufen am 23. Juni 2011]).
- zusammen mit Henry Davis Minot: The land-birds and game-birds of New England: with descriptions of the birds, their nests and eggs, their habits and notes, with illustrations. Houghton, Mifflin, Cambridge, Massachusetts 1903 ( [abgerufen am 23. Juni 2011]).
- Notes on the Breeding of Bachman's Warbler, Helminthophila bachmanii (Aud.), near Charleston, South Carolina, with a Description of the First Plumage of the Species. In: The Auk. Band 22, Nr. 4, 1905, S. 392–394 (Online [PDF; 122 kB; abgerufen am 23. Juni 2011]).
- The Future Problems and Aims of Ornithology. In: The Condor. Band 7, Nr. 4, 1905, S. 95–96 (Online [PDF; 145 kB; abgerufen am 23. Juni 2011]).
- Occurrence of the Lapwing (Vanellus Vanellus) and the Turkey Buzzard (Cathartes Aura) in Newfoundland. In: The Auk. Band 23, Nr. 2, 1906, S. 392–394 (Online [PDF; 65 kB; abgerufen am 23. Juni 2011]).
- The birds of the Cambridge region of Massachusetts. In: Memoirs of the Nuttall Ornithological Club. Band 4, 1906, S. 1–426 (Online [abgerufen am 23. Juni 2011]).
- Concerning Certain Supposed Instances of the Occurrence of the Cinnamon Teal in Florida and South Carolina. In: The Auk. Band 24, Nr. 2, 1907, S. 154–157 (Online [PDF; 197 kB; abgerufen am 23. Juni 2011]).
- Notes on the Black Rail of California. In: The Auk. Band 24, Nr. 2, 1907, S. 205–210 (Online [PDF; 257 kB; abgerufen am 23. Juni 2011]).
- Aggressive Screech Owls. In: The Auk. Band 24, Nr. 2, 1907, S. 215–217 (Online [PDF; 167 kB; abgerufen am 23. Juni 2011]).
- Breeding of the Rough-winged Swallow in Berkshire County, Massachusetts. In: The Auk. Band 24, Nr. 2, 1907, S. 221–222 (Online [PDF; 118 kB; abgerufen am 23. Juni 2011]).
- Barrow's Golden-Eye in Massachusetts. In: The Auk. Band 26, Nr. 2, 1909, S. 153–164 (Online [PDF; 599 kB; abgerufen am 23. Juni 2011]).
- Something More about Black Ducks. In: The Auk. Band 26, Nr. 2, 1909, S. 175–179 (Online [PDF; 251 kB; abgerufen am 23. Juni 2011]).
- A Recent Instance of the Occurrence of the White Pelican (Pelecanus Erythrorhynchos) in Massachusetts. In: The Auk. Band 26, Nr. 2, 1909, S. 185–186 (Online [PDF; 115 kB; abgerufen am 23. Juni 2011]).
- The European Widgeon in Rhode Island. In: The Auk. Band 26, Nr. 2, 1909, S. 186–188 (Online [PDF; 181 kB; abgerufen am 23. Juni 2011]).
- Occurrence of the Whimbrel (Numenius Phoeopus) Off the coast of Nova Scotia. In: The Auk. Band 26, Nr. 2, 1909, S. 190–191 (Online [PDF; 116 kB; abgerufen am 23. Juni 2011]).
- Evening Grosbeaks Again in Massachusetts. In: The Auk. Band 26, Nr. 2, 1909, S. 194 (Online [PDF; 64 kB; abgerufen am 23. Juni 2011]).
- Breeding of the Louisiana Water-Thrush (Seiurus Motacilla) in Berkshire County, Massachusetts. In: The Auk. Band 26, Nr. 3, 1909, S. 309 (Online [PDF; 61 kB; abgerufen am 23. Juni 2011]).
- Prothonotary Warbler Taken on the Coast of Maine. In: The Auk. Band 26, Nr. 3, 1909, S. 310–311 (Online [PDF; 114 kB; abgerufen am 23. Juni 2011]).
- Otter in Eastern Massachusetts. In: Science. Band 29, Nr. 744, 1909, S. 551–555 (Online [PDF; 979 kB; abgerufen am 23. Juni 2011]).
- Eggs of the flicker (Colaptes auratus luteus) found in an odd place. In: Bird-Lore. Band 11, Nr. 2, 1909, S. 73–74 (Online [abgerufen am 23. Juni 2011]).
- In Memoriam : James Cushing Merrill. In: The Auk. Band 27, Nr. 2, 1910, S. 113–119 (Online [PDF; 390 kB; abgerufen am 23. Juni 2011]).
- Resurrection of the Red-Legged Black Duck. In: The Auk. Band 27, Nr. 3, 1910, S. 323–333 (Online [PDF; 559 kB; abgerufen am 23. Juni 2011]).
- Concerning the nuptial plumes worn by certain bitterns and the manner in which they are displayed. In: The Auk. Band 28, Nr. 1, 1911, S. 90–100 (Online [PDF; 541 kB; abgerufen am 23. Juni 2011]).
- The Nuptial Plumes of Bitterns: A Correction. In: The Auk. Band 28, Nr. 2, 1911, S. 256 (Online [PDF; 58 kB; abgerufen am 23. Juni 2011]).
- Courtship of the American Golden-eye or Whistler (Clangula clangula Americana). In: The Condor. Band 13, Nr. 1, 1911, S. 22–30 (Online [PDF; 696 kB; abgerufen am 23. Juni 2011]).
- In Memoriam: Henry Augustus Purdie. In: The Auk. Band 29, Nr. 1, 1912, S. 1–15 (Online [PDF; 813 kB; abgerufen am 23. Juni 2011]).
- Notes on the Flight of Gulls. In: The Auk. Band 29, Nr. 1, 1912, S. 85–92 (Online [PDF; 414 kB; abgerufen am 23. Juni 2011]).
- Barrow's Golden-eye at Wareham, Mass. In: The Auk. Band 33, Nr. 2, 1916, S. 197 (Online [PDF; 62 kB; abgerufen am 23. Juni 2011]).
- The European Widgeon in Massachusetts. In: The Auk. Band 35, Nr. 1, 1918, S. 75 (Online [PDF; 57 kB; abgerufen am 23. Juni 2011]).
- Nesting of the Red Crossbill (Loxia Curvirostra Minor) in Essex County, Massachusetts. In: The Auk. Band 35, Nr. 2, 1918, S. 225 (Online [PDF; 67 kB; abgerufen am 23. Juni 2011]).
- The birds of the Lake Umbagog region of Maine. In: Bulletin of the Museum of Comparative Zoölogy at Harvard College. Band 66, 1924, S. 1–620.
- The Subspecific Name of the Northern Parula Warbler. In: The Auk. Band 35, Nr. 2, 1918, S. 228 (Online [PDF; 67 kB; abgerufen am 23. Juni 2011]).
- editiert durch Smith Owen Dexter: October farm: from the Concord journals and diaries of William Brewster. Harvard University Press, Cambridge, Massachusetts 1936.
- editiert durch Smith Owen Dexter: Concord River, Selections from the Journals of William Brewster. Harvard University Press, Cambridge, Massachusetts 1937.